# 天社增二
HD 75063，即船帆座a（a Velorum），又名CD-45 4517，SAO 220422、HR 3487，是一颗船帆座的恒星，视星等为3.91，位于銀經265.38，銀緯-1.84，其B1900.0坐标为赤經8h 42m 38.2s，赤緯-45° -1.84′ 32″。